# Jason Ainsley
Jason Ainsley (sinh ngày 30 tháng 7 năm 1970) là một cựu cầu thủ bóng đá người Anh thi đấu ở Football League cho Hartlepool United.
Ainsley thi đấu cho nhiều đội ở Anh, Úc và Singapore.
Ainsley là huấn luyện viên của Spennymoor Town kể từ năm 2006.
Đồng thời với việc huấn luyện viên tại Spennymoor, ông còn là giám đốc của Mortimer Community College.